# Undaria pierzastodzielna
Undaria pierzastodzielna, undaria pierzasta (Undaria pinnatifida (Harvey) Suringar) – gatunek brunatnic z rzędu listownicowców, szeroko wykorzystywany w kuchni japońskiej jako warzywo. W handlu znany pod lokalnymi nazwami: wakame (jap. ワカメ), (chiń.) 裙带菜 pinyin qundaicai, (kor.) 미역 miyeok, z których na Zachodzie najpopularniejszą jest wakame.

## Rozmieszczenie geograficzne
Pierwotnie gatunek endemiczny dla azjatyckiego litoralu Oceanu Spokojnego (Morze Japońskie), obecnie introdukowany lub zawleczony do innych regionów. Poza wybrzeżem Chin, Korei i Japonii, notowany m.in. w Adriatyku, u wybrzeży Wielkiej Brytanii, Francji, Półwyspu Iberyjskiego, Holandii, Kalifornii, Meksyku, Argentyny, rosyjskiego Dalekiego Wschodu, Nowej Zelandii i południowo-wschodniej Australii. Uznawany za jeden ze 100 najbardziej inwazyjnych gatunków na świecie.

## Budowa
Duży, osiadły glon morski o liściokształtnej, ząbkowanej plesze. Występuje u niej przemiana pokoleń z okazałym sporofitem (50–70 cm, maksymalnie do 3 m długości) i drobnym, nitkowatym gametofitem. Sporofity jednoroczne, rozwijające się od zimy do jesieni. Do podłoża przyczepione chwytnikami. Barwa oliwkowa. Część liściokształtna (fylloid) pierzastodzielna, część łodygokształtna (kauloid) – taśmowata, u dołu pierzasto oskrzydlona. Na fylloidzie śluzowe gruczoły i wytwarzane latem zarodnie, występujące również na oskrzydleniach kauloidu. 

## Biologia i ekologia
Zoospory kiełkują w temperaturze 13–24 °C, a gametofity rozwijają się w temperaturze 15–23 °C, choć są w stanie przetrwać przymrozki. Optymalna temperatura dla rozwoju sporofitów to 10–20 °C, choć zakres tolerancji jest nieco szerszy. U gametofitów oogamia. Zdarzają się mieszańce z innymi gatunkami undarii. Liczba chromosomów: n=30. Makroglon bentoniczny występujący na głębokości 6–12 m. 

## Zastosowanie
Kuchnia

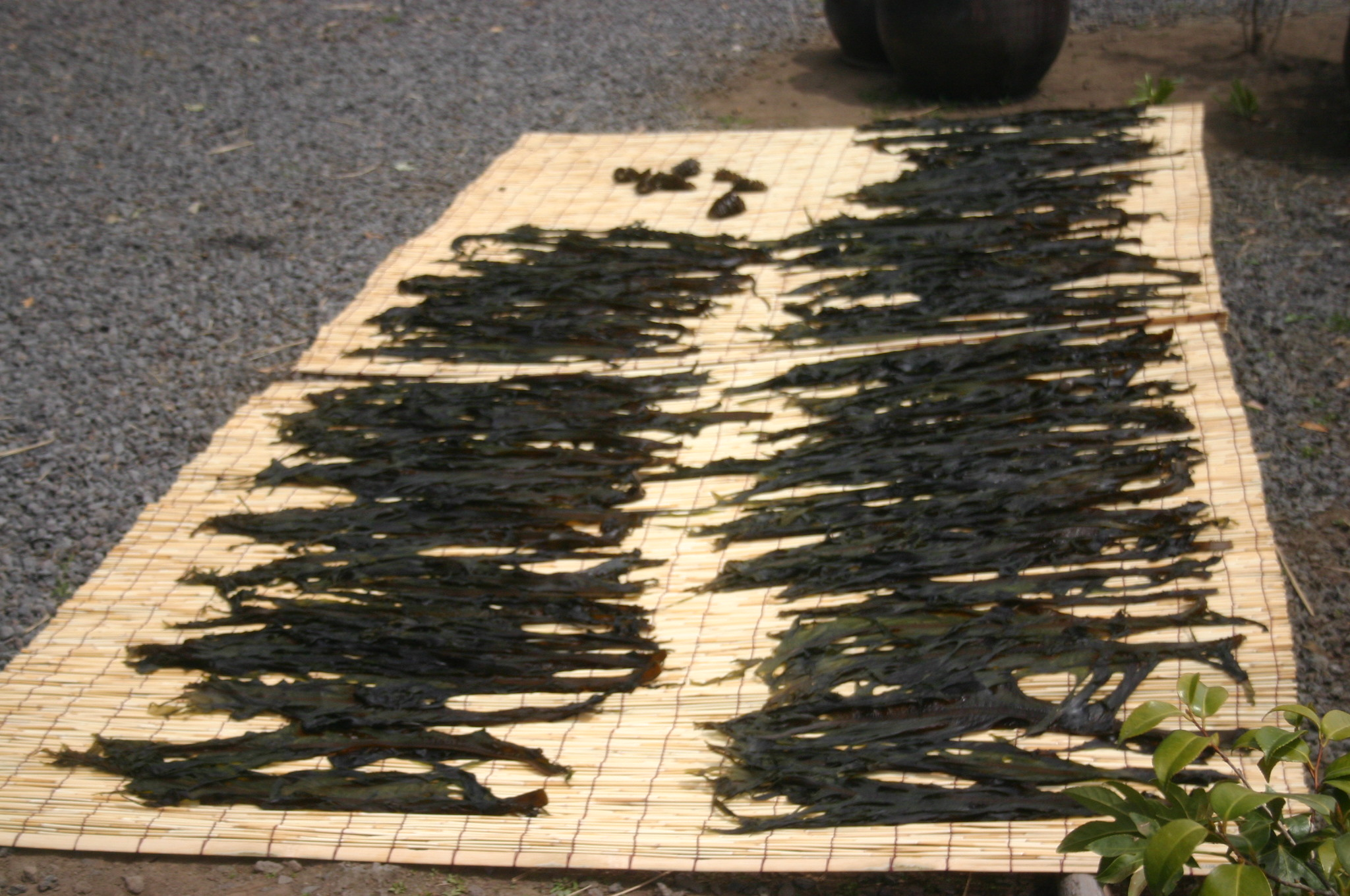
Suszenie surowca

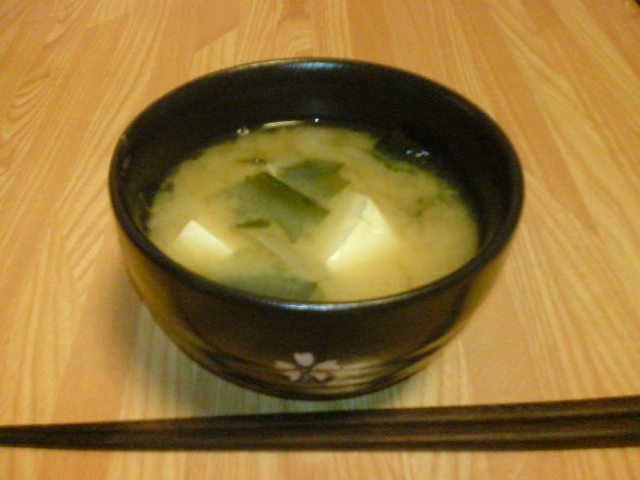
Japońska zupa misoshiru

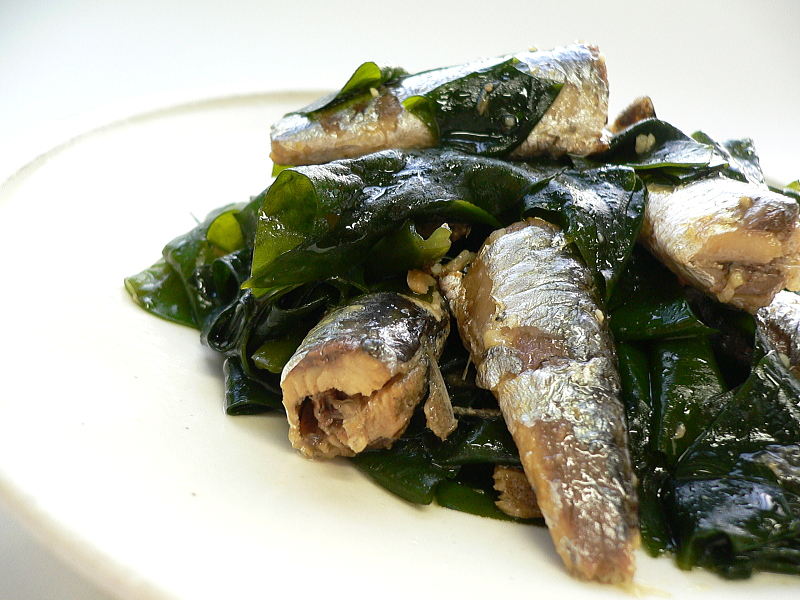
Ryba podana z wakame

Wakame stanowi codzienny składnik potraw kuchni japońskiej, zwłaszcza jako jeden ze składników zupy miso-shiru. Od wieków jest uprawiane w Japonii i Korei. Zdobyło sobie również pewną popularność w USA już w latach 60. XX wieku, w związku z ówczesną modą na makrobiotykę. Sprowadzano je suszone z Japonii. Obecnie dziko rosnące wakame wykorzystuje się również lokalnie w restauracjach orientalnych w Australii.
Skład procentowy świeżej masy
- woda – 18,9
- białka – 11,6
- tłuszcze – 0,3
- węglowodany (skrobia, celuloza, tj. błonnik) – 37,8
- substancje mineralne (popiół) – 31,3

Ziołolecznictwo
W medycynie wschodniej wakame tradycyjnie stosowano przy szeregu dolegliwości.